# Marisa Moltisanti
Marisa Moltisanti (Ispica, 29 novembre 1939) è una politica italiana, figlia del senatore del MSI Dionisio Moltisanti.